# František Jakubec mladší (fotbalista)
František Jakubec mladší (* 26. února 1977) je bývalý český fotbalista. Je synem československého fotbalového reprezentanta Františka Jakubce.

## Fotbalová kariéra
V české lize hrál za Bohemians Praha. Nastoupil v 1 ligovém utkáních. Ve druhé lize hrál za Bohemians, FK Mladá Boleslav a SK Kladno.
Současný klub – Benátky nad Jizerou.

## Ligová bilance
| Ročník                          | Zápasy | Góly | Klub            |
| ------------------------------- | ------ | ---- | --------------- |
| 1. česká fotbalová liga 1994/95 | 1      | 0    | Bohemians Praha |
| CELKEM                          | 1      | 0    |                 |